# Marcello Giannini
Marcello Giannini (* 1913 in Turin; † 1985 in Rom) war ein italienischer Filmschaffender.

## Leben
Giannini begann in der Nachkriegszeit mit vielfältigen Tätigkeiten für den Film; er arbeitete als Regieassistent und -hilfe, schrieb Treatments und war Produktionsleiter. 1963 und zwei Jahre später inszenierte er auch zwei Filme, die wenig Eindruck hinterließen. Der Agentenfilm F.B.I. operazione Baalbek entstand nach seinem Drehbuch und wurde unter der künstlerischen Leitung von Hugo Fregonese hergestellt.
Giannini ist nicht mit dem gleichnamigen Journalisten und Theaterautor (1927–2014) zu verwechseln.

## Filmografie (Auswahl)
- 1963: I ragazzi dell'hully gully
- 1965: Operation Baalbeck (F.B.I. operazione Baalbek)